# Davis (West Virginia)
Davis is een plaats (town) in de Amerikaanse staat West Virginia, en valt bestuurlijk gezien onder Tucker County.

## Demografie
Bij de volkstelling in 2000 werd het aantal inwoners vastgesteld op 624.
In 2006 is het aantal inwoners door het United States Census Bureau geschat op 576, een daling van 48 (-7,7%).

## Geografie
Volgens het United States Census Bureau beslaat de plaats een oppervlakte van
3,0 km², geheel bestaande uit land. Davis ligt op ongeveer 992 m boven zeeniveau.

## Plaatsen in de nabije omgeving
De onderstaande figuur toont nabijgelegen plaatsen in een straal van 20 km rond Davis.